# جانين توغونون
جانين ماري ريموندو توغونون (من مواليد 19 أكتوبر 1989) عارضة أزياء فلبينية، ومقدمة برامج تلفزيونية، وحاملة لقب مسابقة ملكة جمال التي توجت ملكة جمال الكون الفلبين 2012 ، وحصلت لاحقًا على المركز الوصيفة الأولى في مسابقة ملكة جمال الكون 2012. لتعتبر توغونون هي ثاني فلبينية تحصل على مركز الوصيفة الأولى بعد ميريام كويامباو في مسابقة ملكة جمال الكون 1999.

## الروابط الخارجية
- Official Bb. Pilipinas website
- Complete Profile of Janine Tugonon
- Fast facts about Bb. Pilipinas 2012 Janine Tugonon

| الجوائز و الإنجازات   | الجوائز و الإنجازات                      | الجوائز و الإنجازات   |
| --------------------- | ---------------------------------------- | --------------------- |
| سبقه أوليسيا ستيفانكو | ملكة جمال الكون (الوصيفة الأولى) 2012    | تبعه باتريسيا رودريغز |
| سبقه شامسي سوبسوب لي  | ملكة جمال الكون الفلبين ‏ 2012            | تبعه أرييلا آريدا     |
| سبقه ديان نيسيو       | بينيبينغ بيليبيناس (الوصيفة الأولى) 2011 | تبعه إيلين كاي مول    |